# Kazuki Iwamoto
Kazuki Iwamoto (岩本 和希 Iwamoto Kazuki?), född 7 april 1997 i Osaka prefektur, är en japansk fotbollsspelare.
Iwamoto började sin karriär 2020 i Kamatamare Sanuki.